# UCF Knights
UCF Knights – nazwa drużyn sportowych University of Central Florida w Orlando, biorących udział w akademickich rozgrywkach w Big 12 Conference, organizowanych przez National Collegiate Athletic Association. 

## Sekcje sportowe uczelni

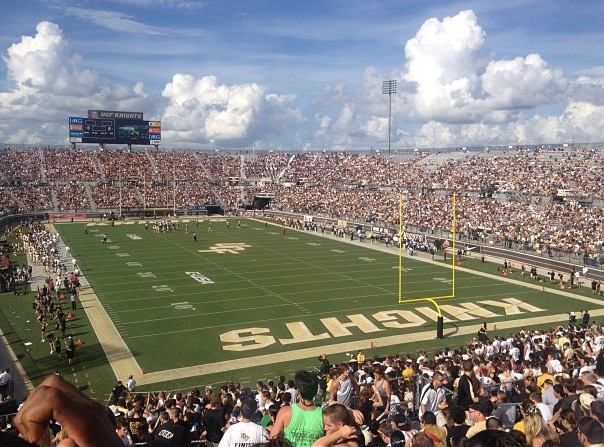
Acrisure Bounce House.

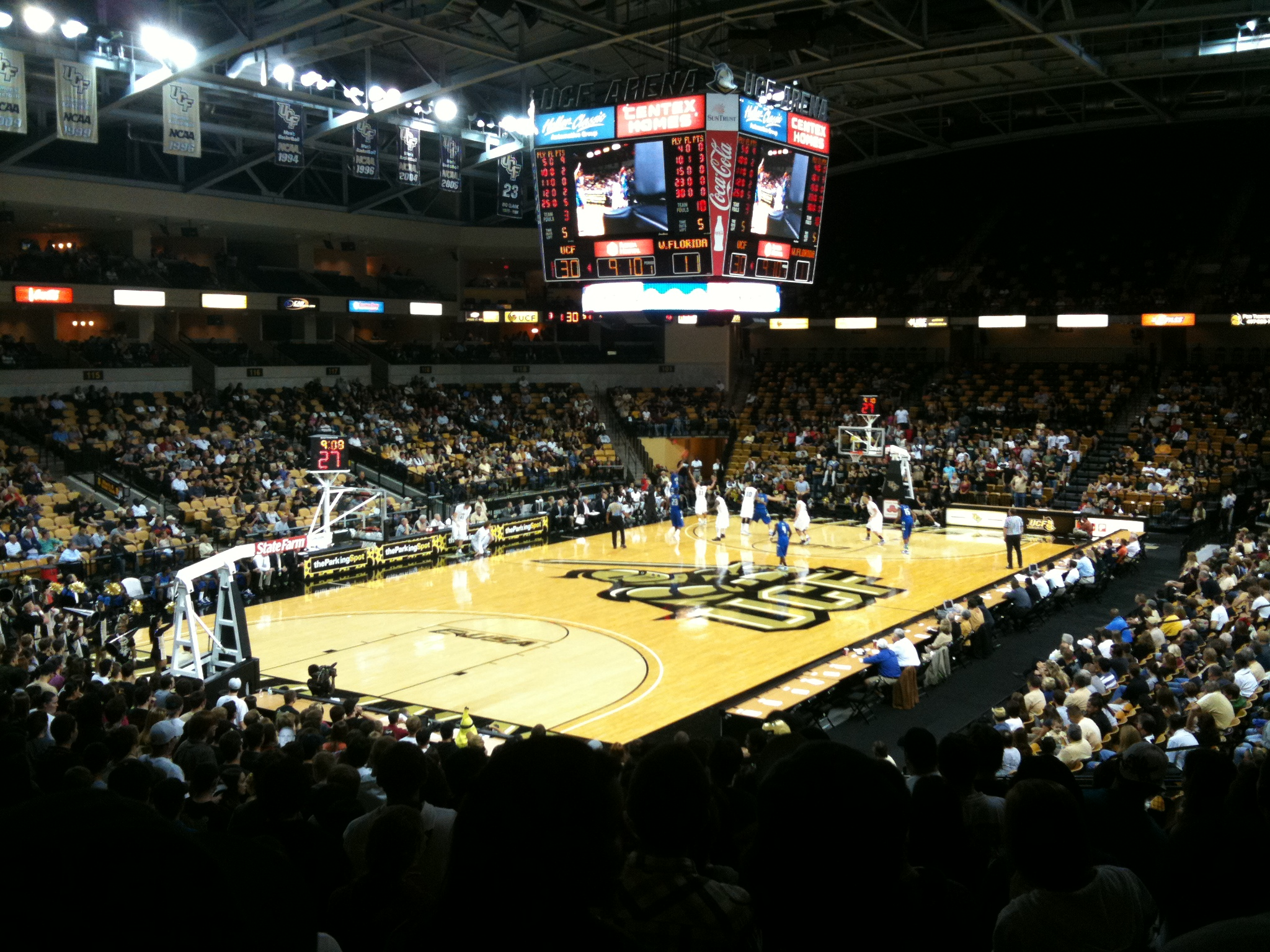
Addition Financial Arena.

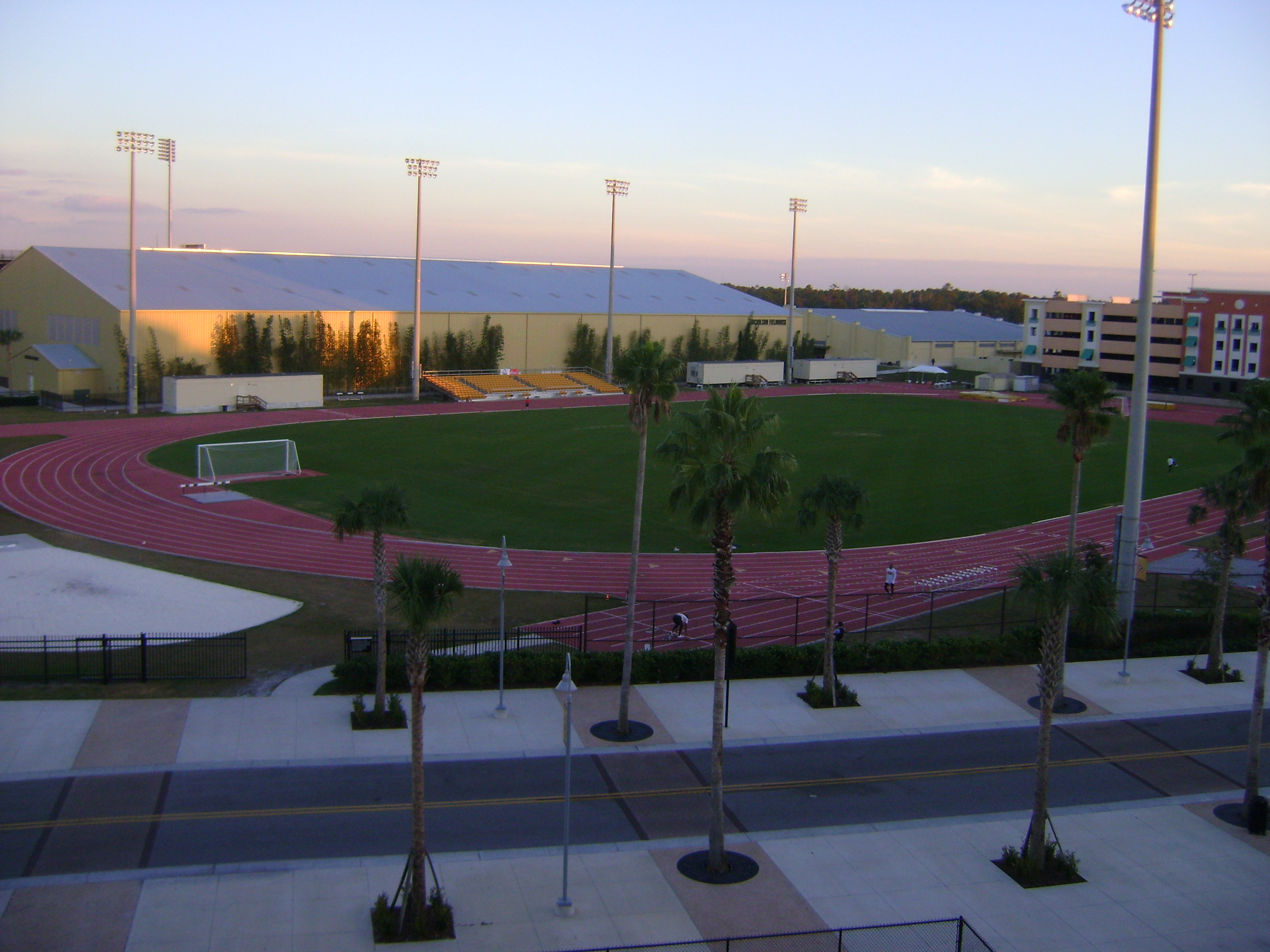
UCF Soccer and Track Complex.

| Mężczyźni - baseball - futbol amerykański - golf - koszykówka - piłka nożna - tenis | Kobiety - bieg przełajowy - golf - koszykówka - lekkoatletyka - piłka nożna - siatkówka - softball - tenis - wioślarstwo |

## Obiekty sportowe
- Acrisure Bounce House – stadion futbolowy o pojemności 44 206 miejsc[1]
- Addition Financial Arena – hala sportowa o pojemności 10 000 miejsc, w której odbywają się mecze koszykówki[2]
- UCF Soccer and Track Complex – stadion wielofunkcyjny o pojemności 2000 miejsc, na którym odbywają się zawody lekkoatletyczne i mecze piłkarskie[3]
- Jay Bergman Field – stadion baseballowy o pojemności 3600 miejsc[4]
- UCF Tennis Complex – korty tenisowe[5]
- UCF Softball Complex – stadion softballowy[6]
- The Venue at UCF – hala sportowa, w której rozgrywane są mecze siatkówki[7]